# Joseph Booth
Joseph Booth (né en 1851 à Derby, mort en 1932 à Weston-super-Mare) est un missionnaire britannique ayant exercé dans le Protectorat britannique d'Afrique centrale, actuel Malawi et en Afrique du Sud. Il appartient à plusieurs congrégations durant sa vie, Églises baptistes, Églises baptistes du Septième Jour et Église adventiste du septième jour et il est employé comme missionnaire par la Watch Tower Bible and Tract Society (mouvement dit de « la Tour de garde », dépendant des Témoins de Jéhovah). Au cours de ses ministères successifs, il définit ses convictions comme relevant de l'égalitarisme radical, notamment le projet de  « l'Afrique aux Africains » et, à partir de 1898, il pratique l'observance du « sabbat du septième jour ».

## Débuts de carrière

### Grande-Bretagne et Australie
On connaît peu de choses concernant l'enfance de Booth ; sa mère meurt alors qu'il a douze ans et ses trois sœurs aînées s'occupent de lui. Son père est de confession unitarienne mais, à l'âge de quatorze ans, Joseph, ne souhaitant pas vivre selon cette croyance, quitte son foyer. Durant les six années qui suivent il s'éduque par lui-même en lisant beaucoup et, avant l'âge de vingt ans, il rejoint l'Église Baptiste. En 1872, il épouse en premières noces Mary Jane, née Sharpe, qu'il avait rencontrée en 1868. Il adopte  des idées radicales en matière politique, économique et sociale. 
En 1880, Joseph Booth émigre d'abord à Auckland, en Nouvelle-Zélande, puis à Melbourne, en Australie, où il devient un homme d'affaires prospère. Sa réussite en affaires l'amène à développer ses vues concernant l'autonomie et les bases économiques de son futur travail missionnaire. À partir de 1886, il devient plus actif dans l'Église baptiste locale, et encore plus fondamentaliste dans ses croyances. En 1891, mis au défi par un athée de mettre ses idées en pratique, il vend tous ses biens et, en juillet 1891, décide de devenir missionnaire en Afrique de l'est. Malgré la mort de Mary Jane, à Melbourne, en octobre 1891, il quitte l'Australie avec ses deux jeunes enfants et entame une carrière de missionnaire en Afrique,. Il souhaite mettre en place une mission baptiste auto-suffisante, comme celle installée par William Carey en Inde, qui combine enseignement et activités commerciales.

### Nyassaland
Booth arrive en Afrique en 1892 avec ses deux enfants, et il met en place la Zambezi Industrial Mission à Mitsidi, près de Blantyre. La mission étant censée devenir auto-suffisante, il choisit en effet une implantation peu éloignée du pôle d'activités qu'est Blantyre. Quoique la fondation de la mission soit souvent datée de 1892, ce n'est qu'en 1893 que le terrain est acheté et qu'en 1894 que le premier bâtiment sort de terre. Il fonde la Nyasa Industrial Mission en 1893, la Baptist Industrial Mission en 1895 et plusieurs autres les années suivantes. Il apporte aussi son soutien à des projets qui poursuivent des buts similaires aux siens, ainsi l'African Christian Union, la British Christian Union et le British African Congress. Pour la Zambezi Industrial Mission, il recrute des fermiers locaux afin de planter du café et, en l'espace d'un an, une surface significative est cultivée. Jusqu'en 1896, il ne s'occupe guère de politique ou de changement social, se consacrant au fonctionnement des missions et à la recherche de fonds en Grande-Bretagne. Son expérience de cette période lui permet néanmoins de prendre connaissance de la situation coloniale. Cela influence ses plaidoyers ultérieurs sur l'Afrique aux Africains (plutôt qu'aux Européens), conception impopulaire aux yeux des autorités coloniales et de la plupart des missionnaires européens de l'époque.  
Il lance donc des institutions dont certaines, telle la Zambezi Industrial Mission, perdurent de nos jours en tant que missions ou qu'Églises locales, mais certaines ne survivent pas. Après leur mise en place, Booth ne s'occupe en général pas de les suivre, et leur survie n'est due qu'à leurs propres efforts. Les faillites sont dues souvent au manque de fonds, aux catastrophes naturelles ou aux insuffisances individuelles, facteurs que Booth ne contrôle pas. Certaines faiblesses institutionnelles découlent cependant de celles de Booth, suractif et incapable de composer avec les faiblesses de ses collègues. En 1896, les désaccords de Booth avec ses collègues, concernant les finances, la doctrine et tout particulièrement ses vue en matière d'indépendance de l'Afrique, l'amènent à rompre les ponts avec la Zambezi Industrial Mission et la Nyasa Industrial Mission. En mars 1896, Joseph Booth se marie en secondes noces avec Annie, née Watkins, à l'occasion d'un court séjour en Grande-Bretagne.

### Chilembwe et le sabbatanisme
Il voyage en Grande-Bretagne et aux États-Unis en 1897, emmenant avec lui son ancien domestique, John Chilembwe. Ce dernier reste en Virginie pour étudier afin de devenir pasteur baptiste avant de retourner au Nyassaland où il mène une révolte en 1915. En 1898, Booth est devenu un sabbatarien (en) convaincu, principe qui guidera le reste de son existence, et il se tourne vers les Églises baptistes du Septième Jour pour l'aider dans ses efforts missionnaires. Joseph Booth revient en Afrique en 1899 et il établit, pour le compte des Baptistes du Septième Jour, la Plainfield Industrial Mission dans le district de Thyolo ; le nom de la mission vient de celui de l'Église de Plainfield, dans le New Jersey, qui la finance. En 1900, il réussit à mettre sur pied un éphémère institut de formation dévolu à former des dirigeants africains devant servir l'Église adventiste du septième jour. Deux ans plus tard, l'institut cesse ses activités, bien que Booth ait fait valoir que les écoles élémentaires existantes ne pouvaient pas produire des pasteurs africains et que former des leaders religieux était essentiel pour promouvoir le développement indigène. 
Il poursuit ses efforts en faveur de l'Afrique, rédigeant, en 1899, une pétition, adressé au commissaire Alfred Sharpe, dans laquelle il demande que tout le protectorat revienne sous le contrôle des Africains d'ici à vingt-et-un ans, et que tous les revenus tirés de la hut tax servent à financer l'éducation en Afrique, y compris l'enseignement supérieur pour au moins 5 % de la population africaine. L'administration coloniale n'apprécie guère ces points de vue, et Sharpe tente d'arrêter et de faire déporter Joseph Booth pour « propos séditieux ». L'intéressé parvient à s'enfuir au Mozambique portugais, où il reste jusqu'en 1900, date à laquelle Sharpe l'autorise à revenir contre la promesse de ne plus prendre part à des activités politiques.  
Ce revers incite Booth à quitter le Nyassaland pour Le Cap en 1901 ; il y rejoint l'Église adventiste du septième jour en 1902. Il se rend ensuite aux États-Unis afin de convaincre l'Église adventiste de Plainfield, dans le New Jersey, de fonder un établissement près de Blantyre. Cette mission, appelée originellement Plainfield mission puis renommée Malamulo, se trouve sur le site de la mission des Baptistes du Septième Jour, initialement créée par Booth, et que les Adventiste avaient rachetée. Il ne reste à la mission de Malamulo que six mois, ses confrères n'acceptant pas ses vue radicales et leurs implications politiques.[réf. nécessaire]

### Départ du Nyassaland
Joseph Booth quitte le Nyassaland une dernière fois en 1902, se rendant d'abord à Durban puis, en février 1903, en Grande-Bretagne. En 1907, il lui est officiellement interdit de retourner au Nyassaland. Durant son séjour à Durban, il rencontre Elliot Kenan Kamwana, un Tonga qui avait étudié à l'école d'une mission de Bandawe entre 1989 et 1901, qu'il avait quittée, ne pouvant obtenir d'être ordonné prêtre.

## Carrière ultérieure

### Changement d'obédience
Joseph Booth reste en Grande-Bretagne jusqu'en 1906, car les Adventistes ne veulent plus l'envoyer en Afrique tandis que les Églises du Christ refusent sa candidature en tant que missionnaire à cause de son marquage trop politique. Pendant son séjour en Écosse en 1906, il se familiarise avec les écrits de Charles Taze Russell, un important restaurationniste chrétien, fondateur du mouvement des Étudiants de la Bible, qui deviendra ultérieurement le mouvement de la Tour de garde. À la fin de 1906, il se rend aux États-Unis, où il rencontre Russell à New-York,. Le mouvement de Russell embauche Booth en tant que missionnaire,.
Banni du Nyassaland, Joseph Booth se rend en 1907 au Cap, où il envisage de former des évangélisateurs africains afin de créer de grandes Églises indépendantes qui seraient supervisées de loin par lui-même, et financées par les États-Unis. Il rencontre à nouveau Elliot Kamwana, qui vit en Afrique du Sud, et lui enseigne un mélange entre les croyances sabbatariennes et celles de la Tour de garde afin de le préparer à un travail missionnaire au Nyassaland. Entre 1906 et 1909, il fait venir du Nyassaland au moins sept évangélisateurs pour leur délivrer, durant quatre à huit mois, le même enseignement que celui dont avait bénéficié Kamwana. Lorsqu'ils retournent au Nyassaland, Booth se contente d'un rôle limité, leur prodiguant des versements mensuels et leur envoyant des bibles de la Tour de garde et autre littérature. Au Cap, Joseph Booth professe publiquement sa doctrine de l'Afrique aux Africains, et il acquiert ainsi une certaine notoriété. Il combine les croyances millénaristes de la Tour de garde avec son sabbatanisme ; cela conduit finalement à son expulsion du mouvement à la fin de 1909, après que Russell ait tenté de convaincre Booth d'arrêter ses prêches en faveur de ce dernier point,.

### Disciples au Nyassaland
Avant sa rupture d'avec la Tour de garde, Booth avait demandé à Kamwana de retourner à Nkhata Bay, au Nyassaland, où ce dernier aurait, en quelques mois entre fin 1908 et début 1909, baptisé 10 000 personnes selon les préceptes de la Tour de garde combinés aux pratiques sabbatariennes afin de répondre aux préoccupations de son auditoire concernant la sorcellerie. Ces activités amènent l'expulsion d'Eliott Kamwana du Nyassaland vers l'Afrique du Sud en 1910. Les autres évangélisateurs retournent au Nyassaland entre 1909 et 1910, en principe pour servir la congrégation de la Tour de garde. Mais, en 1910, à la suite d'une visite d'inspection de dirigeants venus des États-Unis, la congrégation considère que les pratiques sabbatariennes sont inacceptables. Les évangélisateurs forment alors une Église Baptiste du septième jour indépendante, que Booth supporte financièrement et à l'aide de livres adventistes. D'autres sections du mouvement de la Tour de garde font sécession en Afrique centrale, donnant naissance au  Kitawala (terme local signifiant « tour ») sur le territoire de ce qui est aujourd'hui la république démocratique du Congo.
Un autre « disciple » de Booth basé au Nyassaland, Charles Domingo, éduqué à la mission de Livingstonia mais qui l'avait quittée en 1908 lorsque l'ordination lui avait été refusée, rejoint la Tour de garde en 1908 et reçoit des fonds  de Booth jusqu'à que ce dernier soit expulsé en 1909 ; il adhère à l'Église Baptiste du Septième Jour en 1910. Joseph Booth et Charles Domingo éditent un périodique, l'African Sabbath Recorder, pour les Baptistes du Septième Jour en 1911 et 1912.
Booth prédit qu'en 1914 les Européens ne gouverneront plus l'Afrique et que la démocratie régnera, grâce à l'autonomie des Africains et l'union avec les Noirs américains. Ses prédications, ses critiques du système fiscal et ses liens avec Eliott Kamwana (lequel est arrêté et expulsé du Nyassaland) conduisent à son expulsion du Transvaal à la mi-1909, mais il reste dans la partie de l'Afrique du Sud sous contrôle britannique. 
Concernant Booth et Kamwana, une publication des Témoins de Jéhovah datant de 1976 indique « qu'ils n'ont jamais été Étudiants de la Bible non plus que Témoins de Jéhovah. Leurs relations avec le mouvement de la Tour de garde furent courtes et superficielles » outre le fait allégué que les enseignements de Booth incluaient l'appel au changement social, contradictoire avec les écrits diffusés par la Tour de garde. Concernant Booth, appointé et financé pendant trois ans en tant que missionnaire, cela semble fallacieux et mensonger.

### Expulsion et dernières années
En 1915, Booth rédige une pétition demandant que les Africains éduqués aient les mêmes droits politiques que les Européens ; il est alors expulsé d'Afrique du Sud en octobre de cette même année. Durant les années qui suivent, en Angleterre, il participe à des manifestations pacifistes contre la Première Guerre mondiale. Il est autorisé à revenir en Afrique du Sud en 1919, dans la maison de sa fille, Mary, située loin du Cap, ce qui limite sa potentielle implication dans les affaires africaines. Sa seconde épouse décède en 1921. Il se marie une troisième fois en mai 1924 ; il a 73 ans et son épouse 49. Booth et sa femme reviennent en Angleterre car sa santé se détériore et ses contacts avec les Africains attirent l'attention des autorités ; il décède en Angleterre en 1932. Sa fille, Mary, rédige ultérieurement un récit de leurs expériences en Afrique,.